# آگوستو مارکالتی
آگوستو مارکالتی (ایتالیایی: Augusto Marcaletti؛ زادهٔ ۲ اوت ۱۹۳۴) دوچرخه‌سوار اهل ایتالیا است.